# Guerra d'Abkhàzia (1992-1993)
La Guerra d'Abkhàzia d'entre el 1992 i el 1993 fou un conflicte armat entre les forces governamentals de Geòrgia, per una banda, i les separatistes d'Abkhàzia, d'altra banda. Els georgians ètnics que vivien a Abkhàzia van lluitar al costat de les forces governamentals georgianes. La població d'ètnia armènia i russa, en canvi, donaven el seu suport als abkhazs. Els separatistes van rebre suport de bona part del Nord del Caucas i dels militars cosacs, a més de la Federació Russa.

## Antecedents
El conflicte és d'arrel soviètica. A la dècada dels 1980, la tensió va augmentar entre els dos grups ètnics (georgians i abkhazs) quan l'oposició georgiana va començar a exigir la independència de Geòrgia. Tement per una possible "georgització" d'Abkhàzia amb la independència georgiana, els abkhazs reuneixen més de 30.000 signatures per tal que el govern de Moscou declarés el territori com a part de la Unió Soviètica.

## La guerra
La tensió acaba, però, explota el 16 de juny del 1989 quan s'intenta instal·lar una seu de la Universitat Estadual de Tbilisi a Sukhumi. La violència contra georgians és perpetrada per part d'extremistes que s'oposaven a la nova universitat, veient-la com un instrument a mans dels georgians per allargar la seva posició dominant.
El conflicte va empitjorar arran de la Guerra Civil de Geòrgia. Significatives violacions dels drets humans i atrocitats van ser realitzades per tots els bàndols, culminant en l'episodi de la captura de Sukhumi (capital d'Abkhàzia) el 27 de setembre del 1993, on s'hi va produir una gran campanya de neteja ètnica contra la població ètnica georgiana. El Consell de Seguretat de l'ONU va apel·lar, mitjançant una sèrie de resolucions, a l'alto al foc, a més de condemnar la política de neteja ètnica.

## Conseqüències
En 1998 esclata de nou el conflicte i els combats són els més intensos des del final de la Guerra d'Abkhàzia del 1993. Se salden amb un alto al foc entre abkhazis i georgians per iniciativa d'Eduard Xevardnadze, presidient georgià, el 26 de maig.